# David Ramsay Steele
David Ramsay Steele é o autor de O Mistério do Fascismo: Os Maiores Sucessos de David Ramsay Steele (2019, uma coleção de 23 artigos publicados anteriormente), Orwell Your Orwell: A Worldview on the Slab (2017, um estudo de George Orwell) crenças, o ateísmo explicou: Da loucura à filosofia (2008, uma exposição popular do ateísmo e De Marx a Mises: sociedade pós-capitalista e o desafio do cálculo econômico (1992, uma exposição do problema do cálculo econômico). Desde 1985, ele é diretor editorial da Open Court Publishing Company. Em 1997, ele co-escreveu com Michael R. Edelstein Three Minute Therapy: Change Your Thinking, Change Your Life, um livro de auto-ajuda psicológica baseado na terapia comportamental emotiva racional de Albert Ellis, relançado em brochura, 2019. Em 2013, ele co-escreveu com Michael R. Edelstein e Richard K. Kujoth Breakthrough Therapy: Por que algumas psicoterapias funcionam melhor que outras, um estudo de terapia cognitivo-comportamental que defende sua superioridade à terapia psicodinâmica. De 1963 a 1973, Steele foi membro do Partido Socialista da Grã-Bretanha (SPGB). Em 1970, ele tomou conhecimento do debate histórico sobre o cálculo econômico e, entre 1970 e 1973, passou por uma conversão intelectual do marxismo do SPGB em libertarianismo. Mais tarde, ele co-fundou a Aliança Libertária e, em 1982, seria identificado com uma das duas facções que resultaram na divisão do grupo.

## Trabalho
- Steele, David Ramsay (1992). From Marx to Mises: Post-Capitalist Society and the Challenge of Economic Calculation. Open Court. La Salle, Ill.: [s.n.] ISBN 0-87548-449-2. OCLC 26934946  Steele, David Ramsay (1992). From Marx to Mises: Post-Capitalist Society and the Challenge of Economic Calculation. Open Court. La Salle, Ill.: [s.n.] ISBN 0-87548-449-2. OCLC 26934946 Steele, David Ramsay (1992). From Marx to Mises: Post-Capitalist Society and the Challenge of Economic Calculation. Open Court. La Salle, Ill.: [s.n.] ISBN 0-87548-449-2. OCLC 26934946
- Edelstein, Michael R.; Steele, David Ramsay (1997). Three Minute Therapy: Change Your Thinking, Change Your Life. Glenbridge Pub. Lakewood, Colo.: [s.n.] ISBN 0-944435-42-4. OCLC 37784952  Edelstein, Michael R.; Steele, David Ramsay (1997). Three Minute Therapy: Change Your Thinking, Change Your Life. Glenbridge Pub. Lakewood, Colo.: [s.n.] ISBN 0-944435-42-4. OCLC 37784952 Edelstein, Michael R.; Steele, David Ramsay (1997). Three Minute Therapy: Change Your Thinking, Change Your Life. Glenbridge Pub. Lakewood, Colo.: [s.n.] ISBN 0-944435-42-4. OCLC 37784952
- Steele, David Ramsay (2008). Atheism Explained: From Folly to Philosophy. Open Court. Chicago, Ill.: [s.n.] ISBN 978-0-8126-9703-2. OCLC 701110315  Steele, David Ramsay (2008). Atheism Explained: From Folly to Philosophy. Open Court. Chicago, Ill.: [s.n.] ISBN 978-0-8126-9703-2. OCLC 701110315 Steele, David Ramsay (2008). Atheism Explained: From Folly to Philosophy. Open Court. Chicago, Ill.: [s.n.] ISBN 978-0-8126-9703-2. OCLC 701110315
- Edelstein, Michael R.; Kujoth, Richard K."Kujoth; Steele, David Ramsay (2013). Therapy Breakthrough: Why Some Psychotherapies Work Better Than Others. Chicago: [s.n.] ISBN 978-0-8126-9686-8. OCLC 863660808  Edelstein, Michael R.; Kujoth, Richard K."Kujoth; Steele, David Ramsay (2013). Therapy Breakthrough: Why Some Psychotherapies Work Better Than Others. Chicago: [s.n.] ISBN 978-0-8126-9686-8. OCLC 863660808 Edelstein, Michael R.; Kujoth, Richard K."Kujoth; Steele, David Ramsay (2013). Therapy Breakthrough: Why Some Psychotherapies Work Better Than Others. Chicago: [s.n.] ISBN 978-0-8126-9686-8. OCLC 863660808
- Steele, David Ramsay (2017). Orwell your Orwell:A Worldview on the Slab. South Bend, Indiana: [s.n.] ISBN 978-1-58731-610-4. OCLC 965120240  Steele, David Ramsay (2017). Orwell your Orwell:A Worldview on the Slab. South Bend, Indiana: [s.n.] ISBN 978-1-58731-610-4. OCLC 965120240 Steele, David Ramsay (2017). Orwell your Orwell:A Worldview on the Slab. South Bend, Indiana: [s.n.] ISBN 978-1-58731-610-4. OCLC 965120240
- Steele, David Ramsay (2019). The Mystery of Fascism: David Ramsay Steele's Greatest Hits. South Bend, Indiana: [s.n.] ISBN 978-1-58731-529-9. OCLC 1083224946  Steele, David Ramsay (2019). The Mystery of Fascism: David Ramsay Steele's Greatest Hits. South Bend, Indiana: [s.n.] ISBN 978-1-58731-529-9. OCLC 1083224946 Steele, David Ramsay (2019). The Mystery of Fascism: David Ramsay Steele's Greatest Hits. South Bend, Indiana: [s.n.] ISBN 978-1-58731-529-9. OCLC 1083224946